# Lijst van veldrijders
Een veldrijder is iemand die binnen de wielersport de discipline veldrijden beoefent. Het vrouwelijk equivalent van veldrijder is veldrijdster. Hieronder volgt een op achternaam gesorteerde alfabetische lijst van (bekende) veldrijders.

## Lijst
| - Peter Van Den Abeele (België) - Jasmin Achermann (Zwitserland) - Jens Adams (België) - Joeri Adams (België) - Bart Aernouts (België) - Jim Aernouts (België) - Thijs Aerts (België) - Toon Aerts (België) - Wout van Aert (België) - Thijs Al (Nederland) - Niels Albert (België) - Ceylin del Carmen Alvarado (Nederland) - Thijs van Amerongen (Nederland) - Elle Anderson (Verenigde Staten) - Shirin van Anrooij (Nederland) - Jesse Anthony (Verenigde Staten) - Dominique Arnould (Frankrijk) - Kamil Ausbuher (Tsjechië) - Henk Baars (Nederland) - Auguste Badts (België) - Lotte Baele (België) - Vincent Baestaens (België) - Frank van Bakel (Nederland) - Manon Bakker (Nederland) - Zoe Bäckstedt (Verenigd Koninkrijk) - Milan Barényi (Slowakije) - Michael Baumgartner (Zwitserland) - Gusty Bausch (Luxemburg) - Antoine Benoist (Frankrijk) - Jérémy Benoit (Frankrijk) - Ben Berden (België) - Camiel van den Bergh (Nederland) - Gioele Bertolini (Italië) - Denise Betsema (Nederland) - Marco Bianco (Italië) - Martin Bína (Tsjechië) - Walter Blattmann (Zwitserland) - Sophie de Boer (Nederland) - Erik Boezewinkel (Nederland) - Sandro Bono (Italië) - Lars Boom (Nederland) - Michael Boroš (Tsjechië) - Tom Van Den Bosch (België) - Gert-Jan Bosman (Nederland) - Wietse Bosmans (België) - Matthieu Boulo (Frankrijk) - Bart Bowen (Verenigde Staten) - Luca Bramati (Italië) - Nikki Brammeier (Verenigd Koninkrijk) - Daphny van den Brand (Nederland) - Lucinda Brand (Nederland) - Twan van den Brand (Nederland) - Elisabeth Brandau (Duitsland) - Beat Breu (Zwitserland) - Sanne Cant (België) - Steve Chainel (Frankrijk) - Jérôme Chiotti (Frankrijk) - Marek Cichosz (Polen) - Nico Clarysse (België) - Davy Commeyne (België) - Katie Compton (Verenigde Staten) - David Coughlin (Canada) - Arne Daelmans (België) - Berten Van Damme (België) - Danny De Bie (België) - Rudy De Bie (België) - Marc De Block (België) - Sophie de Boer (Nederland) - Paul De Brauwer (België) - Angelo De Clercq (België) - Mario De Clercq (België) - René De Clercq (België) - Roger De Clercq (België) - Gerben de Knegt (Nederland) - Ludo De Rey (België) - Kurt De Roose (België) - Davy De Scheemaeker (België) - Erik De Vlaeminck (België) - Roger De Vlaeminck (België) - Wim de Vos (Nederland) - Norbert Dedeckere (België) - Gaston Degy (Frankrijk) - Jan Denuwelaere (België) - David Derepas (Frankrijk) - Bart Dirkx (Nederland) - Henrik Djernis (Denemarken) - Petr Dlask (Tsjechië) - Amy Dombroski (Verenigde Staten) - Jempy Drücker (Luxemburg) - André Dufraisse (Frankrijk) - Aurélien Duval (Frankrijk) - Cyriaque Duval (Frankrijk) - Tijmen Eising (Nederland) - Fem van Empel (Nederland) - Jan Faltýnek (Tsjechië) - Fernand Fayolle (Frankrijk) - Frans Feremans (België) - Ian Field (Verenigd Koninkrijk) - Lukas Flückiger (Zwitserland) - Alessandro Fontana (Italië) - Marco Fontana (Italië) - Alicia Franck (België) - Enrico Franzoi (Italië) - Peter Frischknecht (Zwitserland) - Thomas Frischknecht (Zwitserland) | - John Gadret (Frankrijk) - Charly Gaul (Luxemburg) - Marcel Gerritsen (Nederland) - Johan Ghyllebert (België) - Dariusz Gil (Polen) - Mariusz Gil (Polen) - Wilant van Gils (Nederland) - Robert Glajza (Slovakije) - Gretienus Gommers (Nederland) - Georgia Gould (Verenigde Staten) - Dries Govaerts (België) - Arenda Grimberg (Nederland) - Rein Groenendaal (Nederland) - Richard Groenendaal (Nederland) - Frank Groenendaal (Nederland) - Loes Gunnewijk (Nederland) - Johan Gyllebert (België) - Lars van der Haar (Nederland) - Julien Vanden Haesevelde (België) - Roger Hammond (Verenigd Koninkrijk) - Kateřina Nash-Hanušová (Tsjechië) - Huub Harings (Nederland) - Nikki Harris (Verenigd Koninkrijk) - Ivar Hartogs (Nederland) - Roy van Heeswijk (Nederland) - Martin Hendriks (Nederland) - Quinten Hermans (België) - Aitor Hernández (Spanje) - Paul Herygers (België) - Christian Heule (Zwitserland) - Inge van der Heijden (Nederland) - Birgit Hollmann (Duitsland) - Roger Honegger (Zwitserland) - Clara Honsinger (Verenigde Staten) - Alex Howes (Verenigde Staten) - Eddy van IJzendoorn (Nederland) - Rik van IJzendoorn (Nederland) - Jon Izagirre Insausti (Spanje) - Eli Iserbyt (België) - José Ramon Izaguirre (Spanje) - Eugeen Jacobs (België) - Wim Jacobs (België) - Marc Janssens (België) - Václav Ježek (Tsjechië) - Timothy Johnson (Verenigde Staten) - Thalita de Jong (Nederland) - Arnaud Jouffroy (Frankrijk) - Annefleur Kalvenhaar (Nederland) - Ryan Kamp (Nederland) - Kimmo Kananen (Finland) - Brighton Kaseka (Zimbabwe) - Yara Kastelijn (Nederland) - Anna Kay (Verenigd Koninkrijk) - Kaitlin Keough (Verenigde Staten) - Firmin Van Kerrebroeck (België) - Corné van Kessel (Nederland) - Lukas Kloucek (Tsjechië) - Mike Kluge (Duitsland) - Ann Knapp (Verenigde Staten) - Roy Knickman (Verenigde Staten) - Huub Kools (Nederland) - Tadeusz Korzeniewski (Polen) - Evy Kuijpers (Nederland) - Hanka Kupfernagel (Duitsland) - Gerben Kuypers (België) - Vladimir Kyzivat (Tsjechië) - Arnaud Labbe (Frankrijk) - Wim Lambrechts (België) - Laurence Leboucher (Frankrijk) - Eva Lechner (Italië) - Maxime Lefebre (Frankrijk) - Lucie Chainel-Lefèvre (Frankrijk) - Nicolle De Bie-Leijten (Nederland/België) - Cyril Lemoine (Frankrijk) - Katrin Leumann (Zwitserland) - Roland Liboton (België) - Renato Longo (Italië) - Ellen Van Loy (België) - Filip Van Luchem (België) - Ondrej Lukes (Tsjechië) - Abel Machenje (Zimbabwe) - Marc Madiot (Frankrijk) - Yvon Madiot (Frankrijk) - Emmanuel Magnien (Frankrijk) - Christine Majerus (Luxemburg) - Davide Malacarne (Italië) - Caroline Mani (Frankrijk) - Debby Mansveld (Nederland) - Gorden Martin (Zimbabwe) - Miguel Martinez (Frankrijk) - Cameron Mason (Verenigd Koninkrijk)f - Mark McConnell (Canada) - Frank McCormack (Verenigde Staten) - Mark McCormack (Verenigde Staten) - Tom Meeusen (België) - Marcel Meisen (Duitsland) - Mirjam Melchers (Nederland) - Tim Merlier (België) - Ivan Messelis (België) - Vaclav Metlicka (Slovakije) - Georges Meunier (Frankrijk) - Githa Michiels (België) - Masahiko Mifune (Japan) - Zdeněk Mlynář (Tsjechië) - Henri Moerenhout (België) - Francis Mourey (Frankrijk) - Ronald Mutsaars (Nederland) - Fleur Nagengast (Nederland) - Jolanda Neff (Zwitserland) - Joris Nieuwenhuis (Nederland) - Marion Norbert-Riberolle (Frankrijk/België) - Tschabalala Nqobizitha (Zimbabwe) - Maarten Nijland (Nederland) - Tim Van Nuffel (België) - Sven Nys (België) - Thibau Nys (België) | - Felipe Orts Lloret (Spanje) - Robert Oubron (Frankrijk) - Sanne van Paassen (Nederland) - Jonathan Page (Verenigde Staten) - Jos Pauwels (België) - Kevin Pauwels (België) - Tim Pauwels (België) - Rob Peeters (België) - Michel Pelchat (Frankrijk) - Marlène Petit (Frankrijk) - Lubomír Petruš (Tsjechië) - Tom Pidcock (Verenigd Koninkrijk) - Puck Pieterse (Nederland) - Adrie van der Poel (Nederland) - David van der Poel (Nederland) - Mathieu van der Poel (Nederland) - Daniele Pontoni (Italië) - Hugh Porter (Verenigd Koninkrijk) - Jiří Pospíšil (Tsjechië) - Peter Presslauer (Oostenrijk) - Ole Quast (Duitsland) - Jan Ramsauer (Zwitserland) - Reza Hormes-Ravenstijn (Nederland) - Alexander Revell (Nieuw-Zeeland) - Pascal Richard (Zwitserland) - Evie Richards (Verenigd Koninkrijk) - Alfred Richeux (Frankrijk) - Jean-Michel Richeux (Frankrijk) - Mikoš Rnjaković (Joegoslavië/Servië) - Jean Robic (Frankrijk) - Roger Rondeaux (Frankrijk) - Bjorn Rondelez (België) - Pim Ronhaar (Nederland) - Loris Rouiller (Zwitserland) - Jérémy Roy (Frankrijk) - Dieter Runkel (Zwitserland) - Maryline Salvetat (Frankrijk) - Peter Van Santvliet (België) - Bram Schmitz (Nederland) - David Seco (Spanje) - Bjørn Selander (Verenigde Staten) - Dag Selander (Noorwegen/Verenigde Staten) - Robin Seymour (Ierland) - Maurice Seynaeve (België) - Johannes Sickmüller (Duitsland) - Jan Soetens (België) - Radomír Šimůnek jr. (Tsjechië) - Radomír Šimůnek sr. (Tsjechië) - Daan Soete (België) - Sabine Spitz (Duitsland) - Hennie Stamsnijder (Nederland) - Sabrina Stultiens (Nederland) - Zdeněk Štybar (Tsjechië) - Isaac Suárez (Spanje) - Diether Sweeck (België) - Laurens Sweeck (België) - Yu Takenouchi (Japan) - Julien Taramarcaz (Zwitserland) - Klaus-Peter Thaler (Duitsland) - Rudy Thielemans (België) - Ryan Trebon (Verenigde Staten) - Nadia Triquet-Claude (Frankrijk) - Ben Tulett (Verenigd Koninkrijk) - Malte Urban (Duitsland) - Toon Vandebosch (België) - Niels Vandeputte (België) - Joyce Vanderbeken (België) - Georges Vandermeirsch (België) - Guy Vandijck (België) - Dennis Vanendert (België) - Tom Vannoppen (België) - Tim Vannuffel (België) - Dieter Vanthourenhout (België) - Michael Vanthourenhout (België) - Sven Vanthourenhout (België) - Klaas Vantornout (België) - Blanka Kata Vas (Hongarije) - Jussi Veikkanen (Finland) - Laura Verdonschot (België) - Gianni Vermeersch (België) - Robert Vermeire (België) - Bart Verschueren (België) - Jan Verstraeten (België) - Erwin Vervecken (België) - Jackson Vijarona (Zimbabwe) - Romain Villa (Frankrijk) - Florian Vogel (Zwitserland) - Marianne Vos (Nederland) - Paul Voss (Duitsland) - Gianni Vermeersch (België) - Clement Venturini (Frankrijk) - Beat Wabel (Zwitserland) - Philipp Walsleben (Duitsland) - Bart Wellens (België) - Geert Wellens (België) - Curtis White (Verenigde Staten) - Marcel Wildhaber (Zwitserland) - David Willemsens (België) - Peter Willemsens (België) - Rolf Wolfshohl (Duitsland) - Annemarie Worst (Nederland) - Helen Wyman (Verenigd Koninkrijk) - Joran Wyseure (België) - Unai Yus (Spanje) - Simon Zahner (Zwitserland) - Brian Zengeni (Zimbabwe) - Martin Zlámalík (Tsjechië) - Cees Zoontjens (Nederland) - Albert Zweifel (Zwitserland) |